# Rolpaal (Westland)

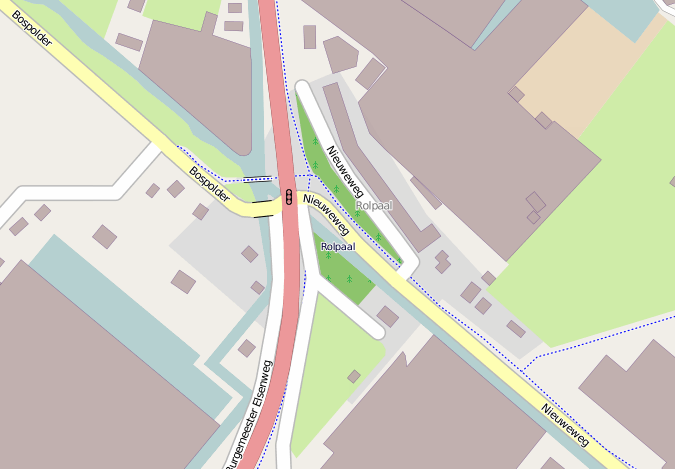
Plattegrond van deze plaats

Rolpaal is een buurtschap in de gemeente Westland, in de Nederlandse provincie Zuid-Holland. Het ligt aan de N213 tussen Naaldwijk en Poeldijk. Aan de rechterkant van de Nieuwe weg reed tussen 1883 en 1968 de stoomtram der WSM. (later reden er diesellocomotieven)
Steden en dorpen: 's-Gravenzande · Ter Heijde · Honselersdijk · Kwintsheul · De Lier · Maasdijk · Monster · Naaldwijk · Poeldijk · Wateringen

Buurtschappen: Baakwoning · Blaker · Burgersdijk · De Driesprong · Heenweg · Mariëndijk· Nieuwe Tuinen · Oostbuurt · Rolpaal · Westerlee

Zuid-Holland: Steden en dorpen      Nederland: Provincies · Gemeenten